# Osteopelta ceticola
Osteopelta ceticola is een slakkensoort uit de familie van de Osteopeltidae. De wetenschappelijke naam van de soort is voor het eerst geldig gepubliceerd in 1989 door Warén.